# 赛夫阿伯
賽夫阿伯（Saiful Apek，1969年8月15日—），原名，是著名的馬來西亞喜劇演員，出生於馬來西亞雪蘭莪州的鹅唛县。他是Senario的成员 (1998-2004, 2017-现在)。
「賽夫阿伯」這個名字源於馬來西亞電視劇《Melodi》，劇中他扮演一位穿華人的服飾的「阿伯」（老者），並以很濃重的華人口音來說馬來語而得名。之後這個名字成為了他的藝名。他從1998年開始在電影客串演出，至今已參演超過三十部電影，都是馬來語電影。而黄明志的電影《猛加拉杀手》（2014年）是他的第一部參與的華語電影。電影還有另一位印度裔演員David Arumugam及其他演員參演。

## 外部連結
- Saiful Azam在互联网电影资料库（IMDb）上的資料（英文）
- Sinemamalaysia：Saiful Apek